# Herfst

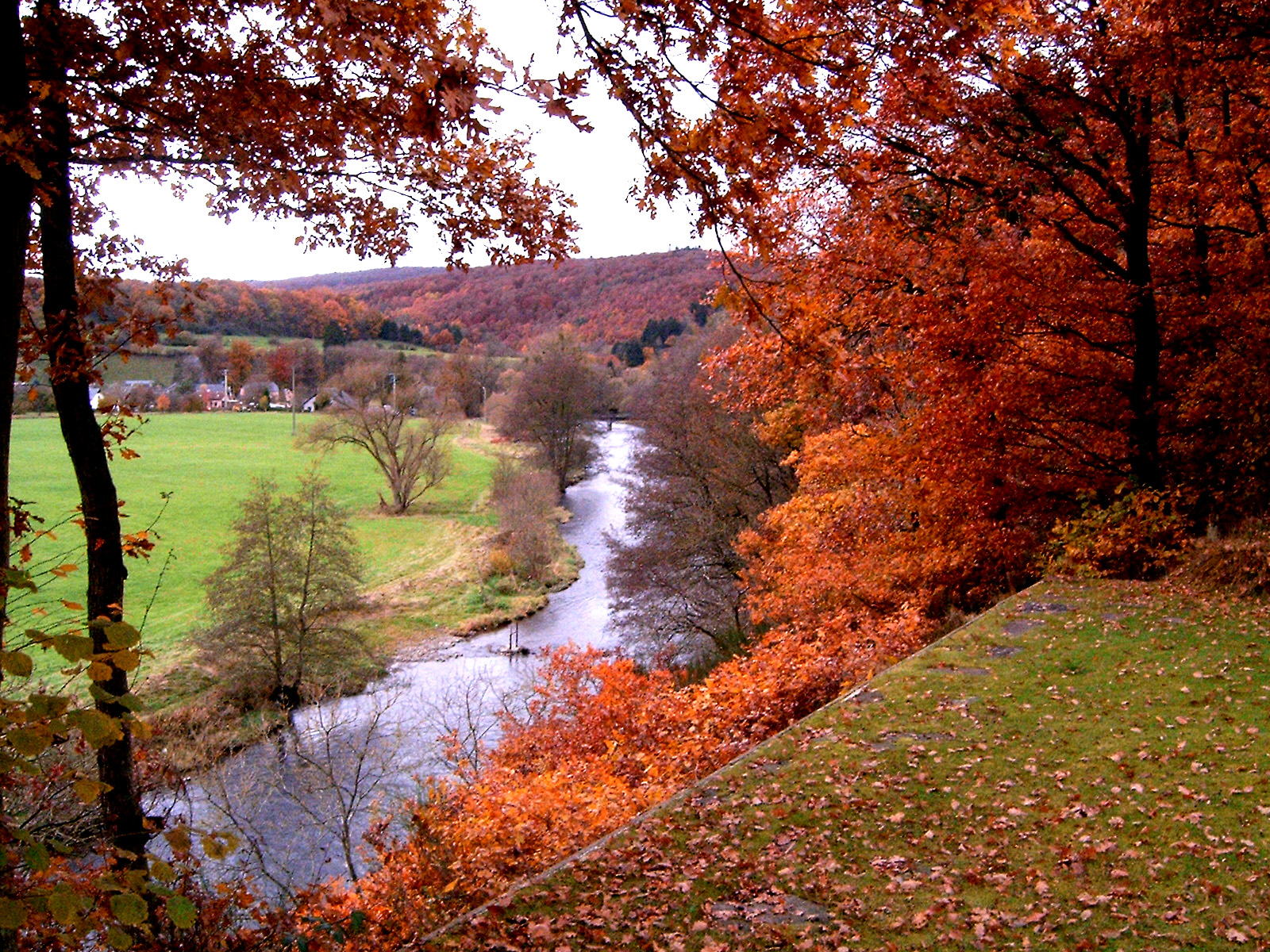
Herfst in België

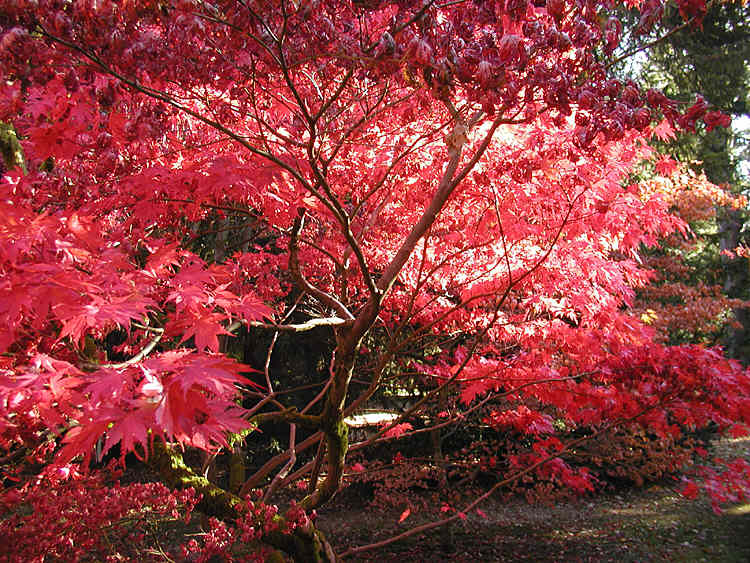
Herfstkleuren

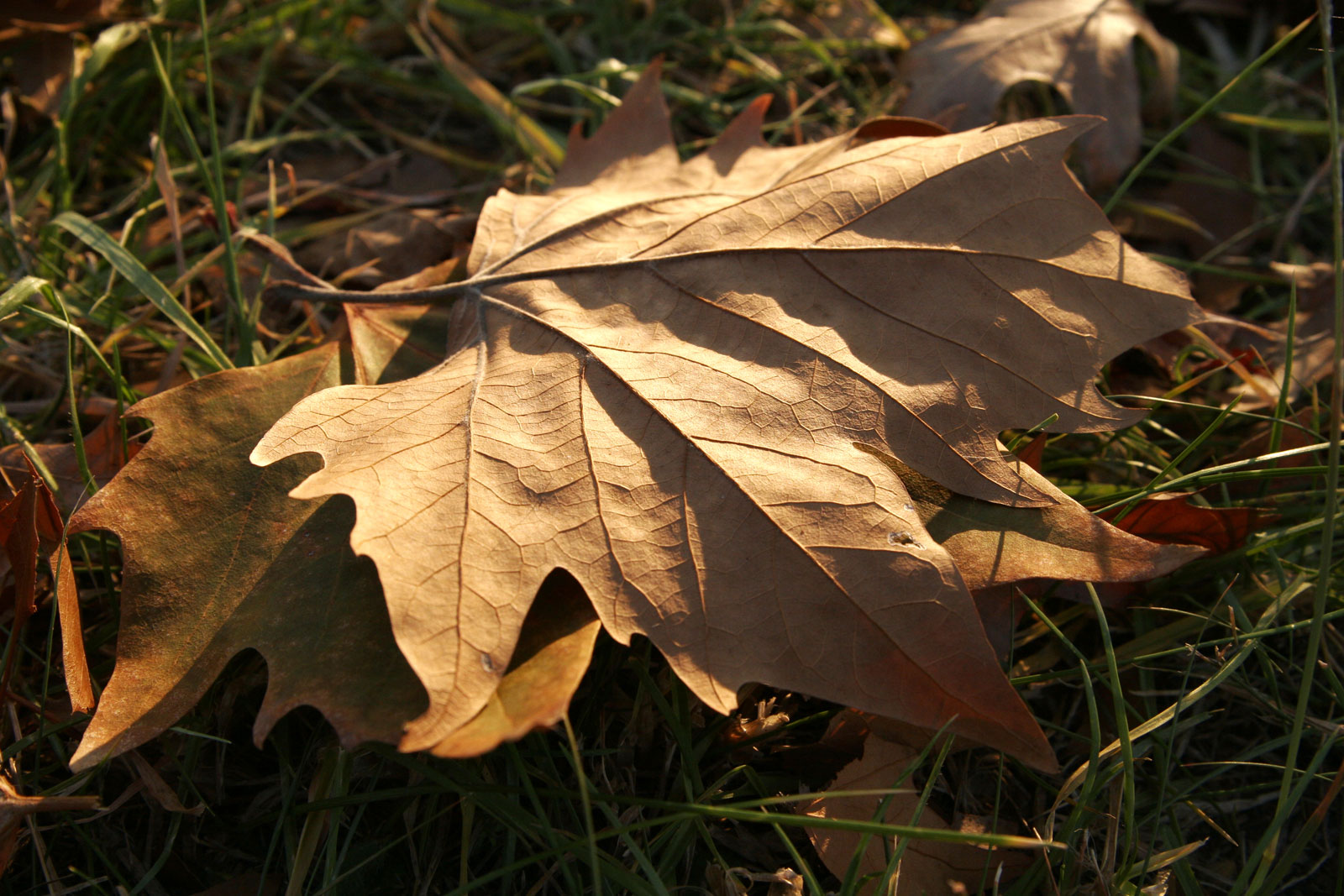
Gevallen herfstbladeren

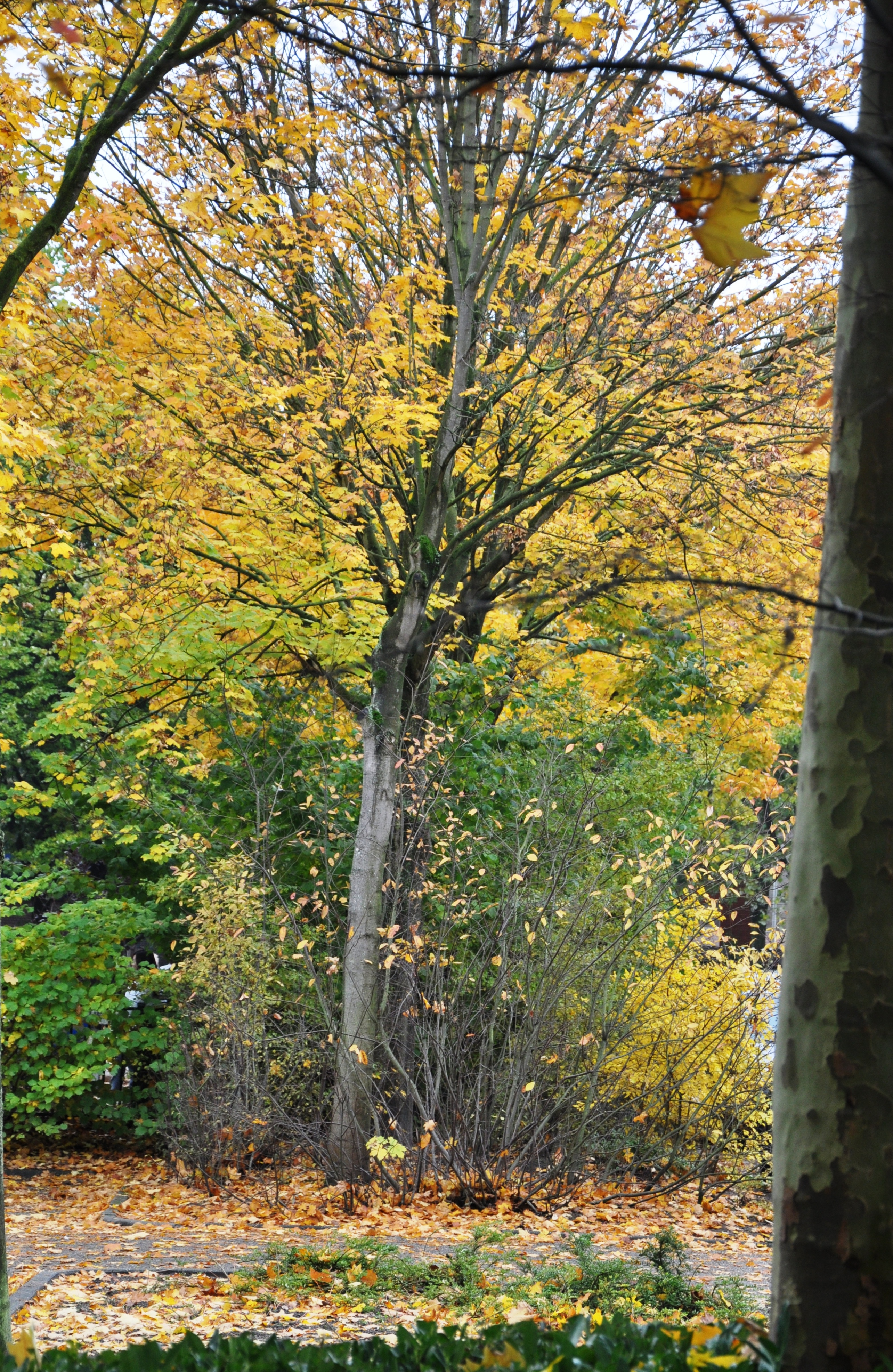
Een boom in herfsttooi

De herfst of het najaar is een van de vier seizoenen. In gematigde klimaatzones verliezen de meeste loofbomen en ook andere planten hun bladeren. 
In de herfst wordt het over het algemeen flink kouder dan in de zomer. Periodes met warmte kunnen desondanks ook in de herfst optreden, dit wordt dan nazomer genoemd.

## Etymologie
Het woord herfst is afgeleid van het Oudnederlandse heruist ([ɦɛrvɪst]), dat uiteindelijk uit het gereconstrueerde Proto-Germaanse *harbusta is ontstaan. Daarmee is het Engelse woord harvest ("oogst") een cognaat. De exacte oorspronkelijke betekenis van *harbusta is niet bekend, wel is dankzij cognaatvergelijkingen met verwante Indo-Europese talen duidelijk dat het verband houdt met "plukken, snijden en snoeien".

## Astronomische herfst
Het astronomisch bepaalde begin van de herfst is de herfstnachtevening rond 23 september op het noordelijk halfrond, en rond 20 maart op het zuidelijk halfrond. De zon gaat dan door het herfstpunt en de dag en de nacht zijn dan overal ter wereld nagenoeg even lang (dit verschijnsel heet de equinox). 
De herfst eindigt rond 22 december op het noordelijk halfrond, en rond 21 juni op het zuidelijk halfrond, met de winterzonnewende. 

### Aanvangstijdstippen
De aanvangstijdstippen van de astronomische herfst op het noordelijk halfrond tussen de jaren 2001 en 2030 zijn als volgt:
| 2001 | 23 september | 01:05 |      | 2007         | 23 september | 11:51 |              | 2013  | 22 september | 22:44        |       | 2019 | 23 september | 09:50 |  | 2025 | 22 september | 20:20 |
| 2002 | 23 september | 06:56 | 2008 | 22 september | 17:45        | 2014  | 23 september | 04:30 | 2020         | 22 september | 15:31 | 2026 | 23 september | 02:06 |  |      |              |       |
| 2003 | 23 september | 12:47 | 2009 | 22 september | 23:18        | 2015  | 23 september | 10:20 | 2021         | 22 september | 21:21 | 2027 | 23 september | 08:02 |  |      |              |       |
| 2004 | 22 september | 18:30 | 2010 | 23 september | 05:09        | 2016  | 22 september | 16:21 | 2022         | 23 september | 03:04 | 2028 | 22 september | 13:45 |  |      |              |       |
| 2005 | 23 september | 00:23 | 2011 | 23 september | 11:05        | 2017  | 22 september | 22:02 | 2023         | 23 september | 08:50 | 2029 | 22 september | 19:37 |  |      |              |       |
| 2006 | 23 september | 06:04 | 2012 | 22 september | 16:49        | 2018  | 23 september | 03:54 | 2024         | 22 september | 14:44 | 2030 | 23 september | 01:27 |  |      |              |       |

De aangegeven tijd is de Midden-Europese Zomertijd, die onder andere wordt gebruikt in Nederland en België. Op het zuidelijk halfrond begint op deze tijden de lente.
Het astronomisch begin van de herfst is het ijkpunt van de Franse republikeinse kalender.

## Meteorologische herfst
De meteorologische herfst begint eerder, op 1 september op het noordelijk halfrond en op 1 maart op het zuidelijk halfrond. Deze duurt dan tot en met respectievelijk 30 november en 31 mei.

### Weerextremen België
|         | warmste (°C) | droogste (mm neerslag) | minste regendagen | zonnigste (uu:mm zon) |  | koudste (°C) | natste (mm neerslag) | meeste regendagen | somberste (uu:mm zon) |
| ------- | ------------ | ---------------------- | ----------------- | --------------------- |  | ------------ | -------------------- | ----------------- | --------------------- |
| eerste  | 13,9 (2006)  | 75,8 (1953)            | 27 (1921)         | 547:58 (1959)         |  | 7,3 (1887)   | 411,6 (1974)         | 81 (1974)         | 201:15 (1887)         |
| tweede  | 13,0 (2014)  | 93,5 (1920)            | 31 (1920)         | 485:58 (1908)         |  | 7,7 (1952)   | 386,7 (1932)         | 74 (1930)         | 219:01 (1905)         |
| derde   | 12,4 (2011)  | 97,4 (1959)            | 31 (1920)         | 474:06 (1965)         |  | 7,8 (1871)   | 380,9 (1984)         | 67 (1981)         | 229:24 (1998)         |
| vierde  | 12,3 (2009)  | 97,8 (1858)            | 32 (1898)         | 462:53 (1921)         |  | 7,8 (1896)   | 367,3 (2001)         | 67 (1984)         | 231:45 (1974)         |
| vijfde  | 12,3 (2005)  | 100,7 (1978)           | 33 (1857)         | 450:02 (2011)         |  | 7,8 (1905)   | 355,6 (1998)         | 67 (1952)         | 243:26 (1984)         |
| normaal | 10,9         | 219,9                  | 51                | 321:60                |  | 10,9         | 219,9                | 51                | 321:60                |
| [ 3 ]   |              |                        |                   |                       |  |              |                      |                   |                       |

## Feesten
Feestdagen die vallen tijdens de herfst zijn Mabon, Hervormingsdag, Allerzielen en Allerheiligen, Sint-Maarten, Sinterklaas en Halloween.

## Varia
"Herfst" wordt wel beschouwd als een van de moeilijkste rijmwoorden in de Nederlandse taal. Onder andere de dichter Drs. P heeft een poging gedaan met de zin: "De buren waren grimmig, zijn ouders diep gegriefd. En onder zijn collega's was hij ook al niet geliefd. De oude juffrouw Zomer, baas Voorjaar, meester Herfst. Ze riepen driewerf schande, juffrouw Zomer het driewerfst." Oorspronkelijk van Marcel Verreck, maar later geclaimd door Drs. P., en vaak toegeschreven aan Ivo de Wijs en Pieter Nieuwint is verder de dichtregel: "In de winter en de herfst, Zijn bejaarden op hun sterfst."

## Foto's

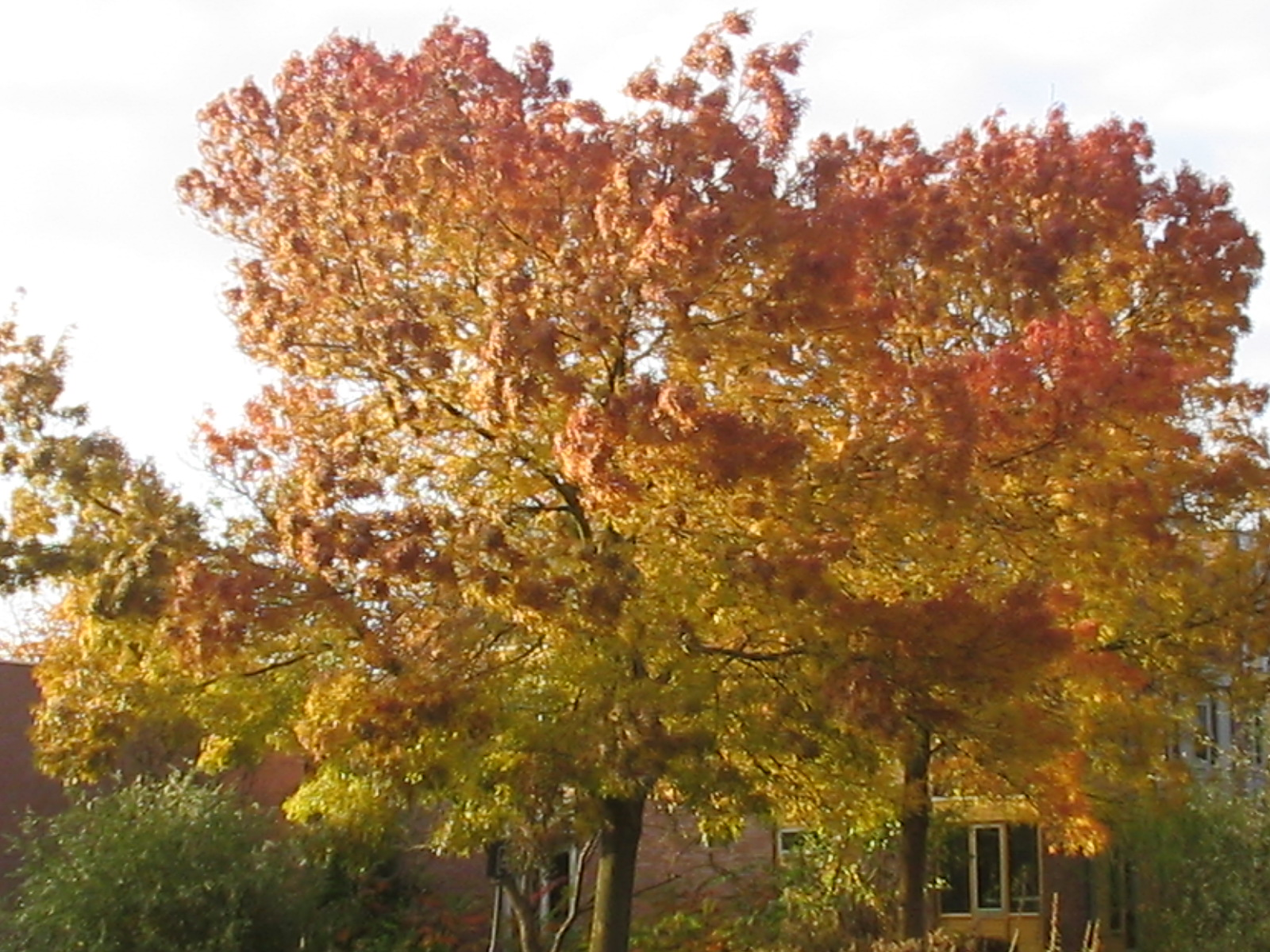
Een boom in herfstkleuren
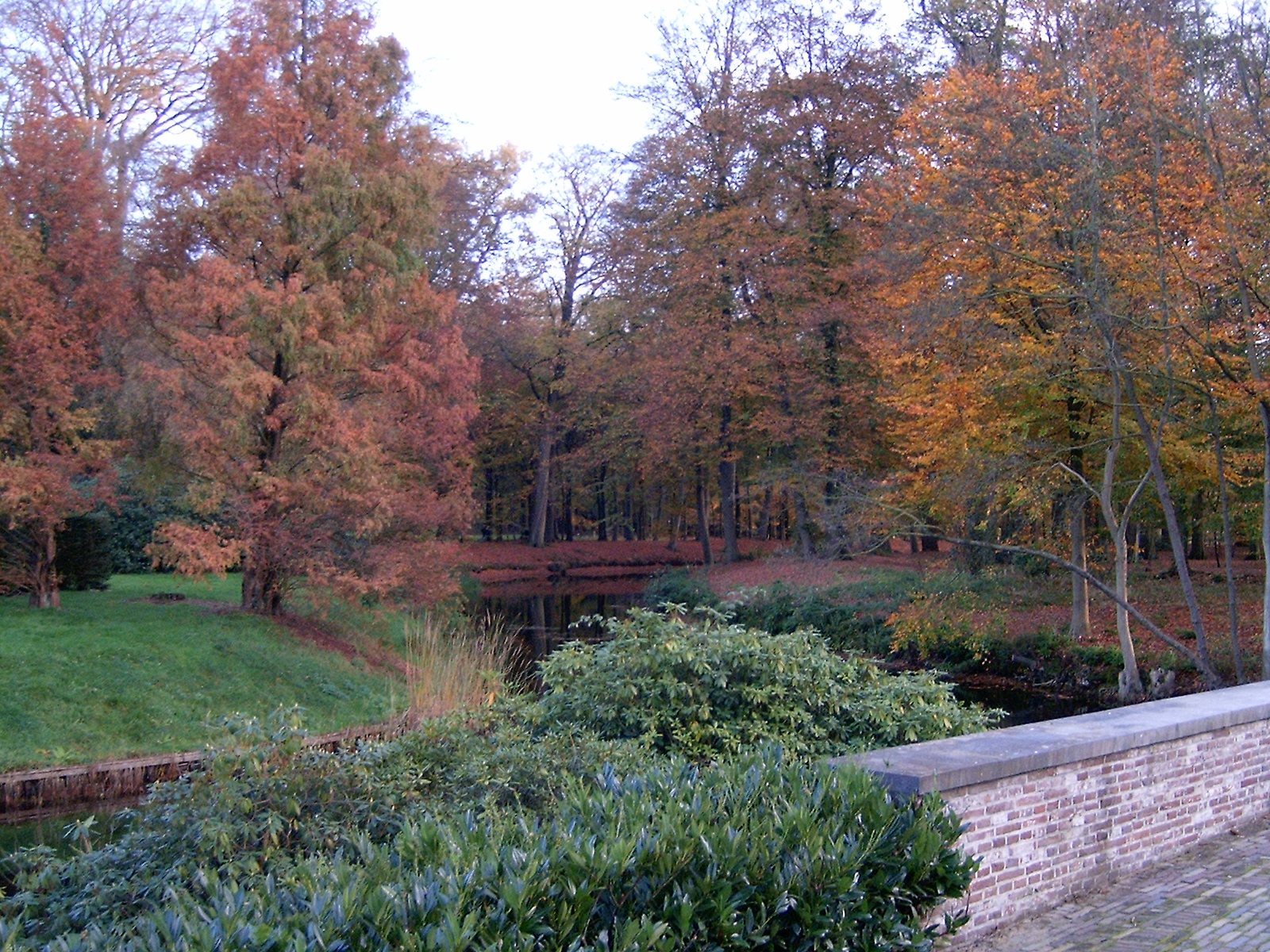
Herfst in Doorn
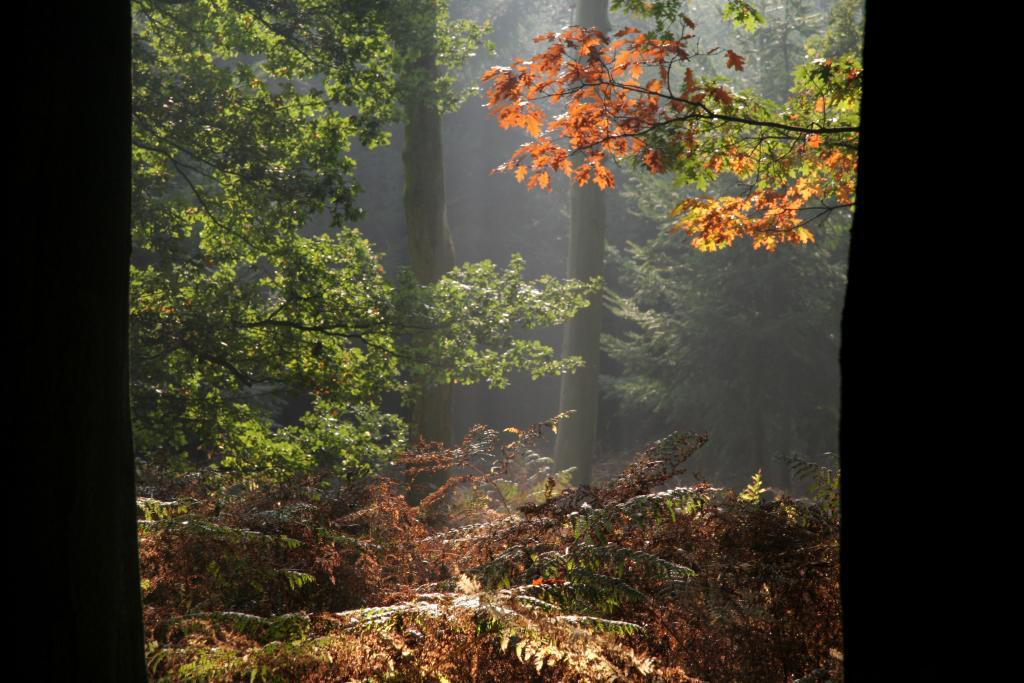
Najaarszon in de herfst in Esbeek
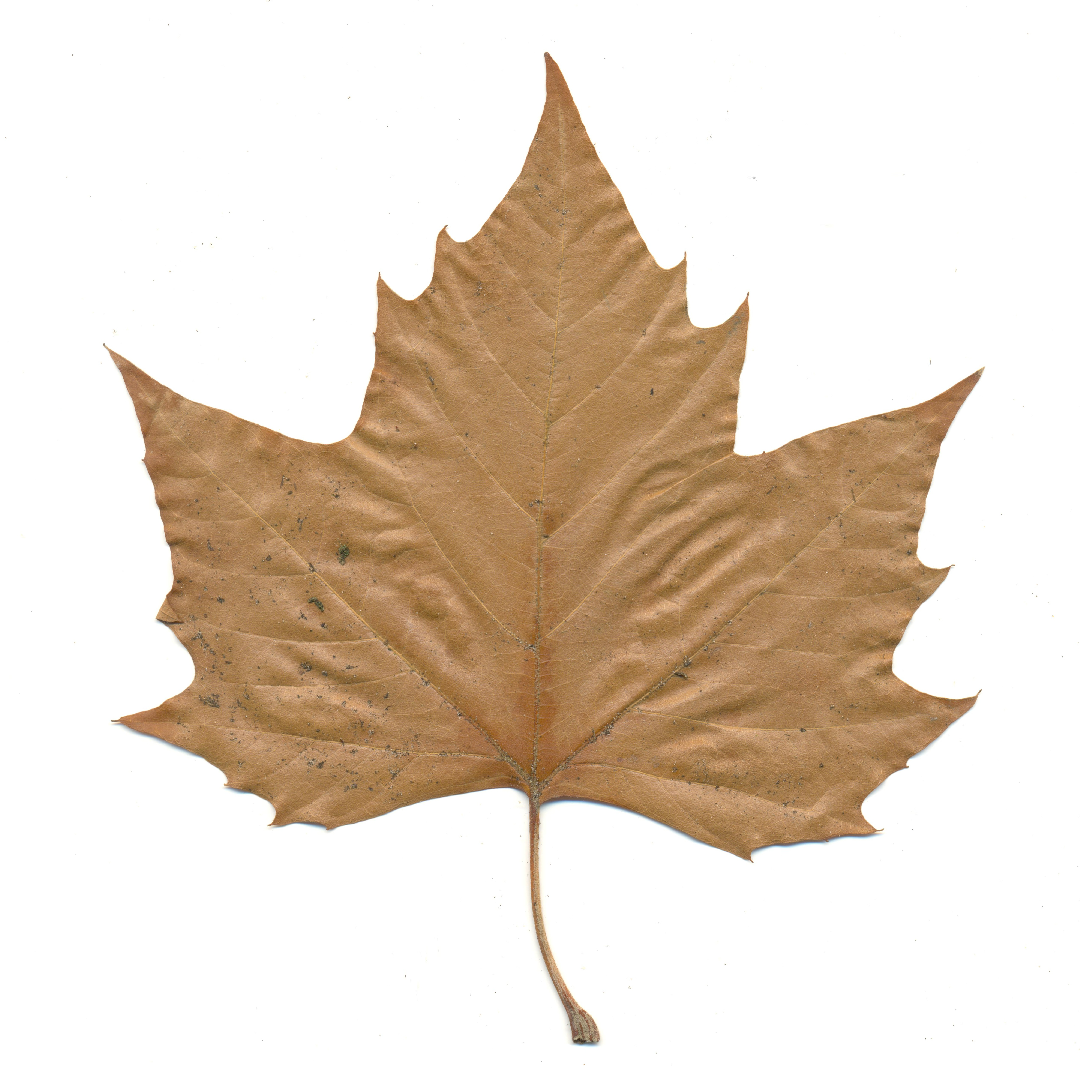
Herfstblad

lente · zomer · herfst · winter